# Legends of the Summer (EP)
Legends of the Summer è il quinto EP del rapper statunitense Meek Mill, pubblicato nel 2018 da Atlantic e Maybach Music. È stato il primo progetto dopo la scarcerazione del rapper.
| Recensione    | Giudizio |
| ------------- | -------- |
| AllMusic      | positivo |
| Pitchfork     | [ 2 ]    |
| Rolling Stone | [ 3 ]    |
| HipHopDX      | [ 4 ]    |

## Tracce
1. Millidelphia (feat. Swizz Beatz) – 3:35 (Robert Williams e Kasseem Dean)
2. Dangerous (feat. Jeremih & PnB Rock) – 3:54 (Williams, Jeremih Felton, Rakim Allen, Christopher Dotson, Christian Ward e Gabrielle Nowee)
3. 1AM – 2:43 (Williams e Orlando Tucker)
4. Stay Woke (feat. Miguel) – 3:32 (Williams, Michael Holmes, Guordan Banks, Clifton Chase, Edward Fletcher, Melvin Glover e Sylvia Robinson)

## Classifiche
| Classifica (2018)     | Posizione massima |
| --------------------- | ----------------- |
| Canada                | 37                |
| Stati Uniti           | 9                 |
| Stati Uniti (Hip-hop) | 8                 |